# 溫斯頓 (佛羅里達州)
溫斯頓（英語：Winston）是位於美國佛羅里達州波爾克縣的一個非建制地區。該地的面積和人口皆未知。

## 地理
溫斯頓的座標為28°02′20″N 82°00′12″W / 28.03889°N 82.00333°W，而該地的平均海拔高度為42米（即138英尺）。